# Jacob Edery

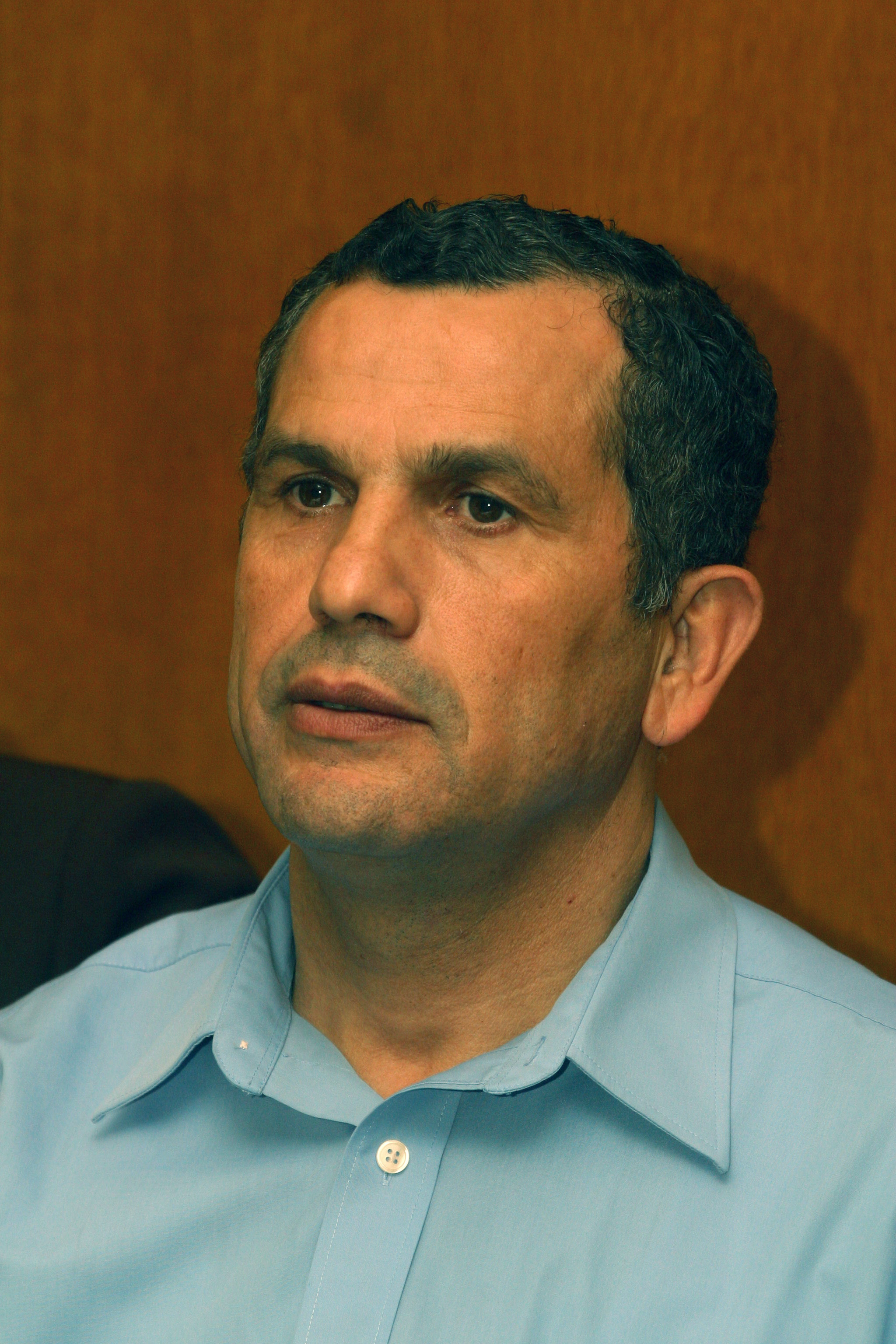
Jacob Edery

Jacob Edery (hebräisch יעקב אדרי, * 25. November 1950 in Marokko) ist ein israelischer Politiker und Minister.

## Leben
Er zog im Jahr 1959 nach Israel und studierte an der Universität von Haifa Politikwissenschaften und Verwaltung.
Von 1989 bis 2003 war er Bürgermeister von Or Akiva, wo er auch wohnt. 2006 war er Gesundheitsminister; 2006–2007 Minister ohne Portfolio (Jerusalem Affairs Minister of Israel); 2007–2008 Minister für die Aufnahme von Einwanderern und 2007–2009 Minister für die Entwicklung des Negev & Galiläa.